# Бертольд Енґліш
Бертольд Енґліш (нім. Berthold Englisch; 9 липня 1851, Гоценплоц — 19 жовтня 1897, Відень) — австрійський шахіст. Один з найсильніших в Австрії наприкінці XIX століття.
Першого успіху досягнув 1879 року, вигравши турнір в Лейпцигу (1-й конгрес Німецького шахового союзу) — 9½ очок з 11. У 1880-х роках учасник багатьох великих міжнародних турнірів: Вісбаден (1882) — 7-е; Лондон (1883) — 5-7-е; Гамбург (1885) — 2-6-е; Франкфурт-на-Майні (1887) — 7-е місця. Переможець турніру найсильніших віденських шахістів 1896. Зіграв унічию матч проти Гаррі Пільсбері — 2½: 2½ (1896, +0-0 =5).